# 22-га зенітна дивізія (Третій Рейх)
22-га зенітна дивізія (нім. 22. FlaK-Division) — зенітна дивізія Вермахту, що діяла протягом Другої світової війни у складі Повітряних сил Третього Рейху.

## Історія з'єднання
Штаб 22-ї зенітної дивізії був створений у квітні 1943 року під командуванням оберста Йоганна Едлера фон Кшиванека в Дортмунді, де він перебрав на себе командування зенітними частинами, що дислокувалися у Вестфалії, північному Гессені та протиповітряною обороною східної частини Руру. Станом на 1 листопада 1943 року під командуванням генерал-майора Фрідріха Ремера його структура складалася з наступних підрозділів:
- 54-й прожекторний полк Мюнстер (з 1944 року — 54-й зенітний полк)
- 67-й зенітний полк Бохум
- 103-й зенітний полк Курхессен,
- 124-й зенітний полк Дортмунд,
- 146-й зенітний полк Дортмунд,
- 183-й зенітний полк Гаген і
- 112-й залізничний зенітний полк «E»

Загалом 22-га зенітна дивізія мала 121 важку батарею (52 з яких були тільки в Дортмунді), 41 середню і легку зенітну батарею і 39 прожекторних батарей. До кінця грудня 1944 року відбулося кілька перепідпорядкувань і передач окремих зенітних полків, як це зазвичай було для дивізій ППО Люфтваффе. Наприкінці війни в лютому 1945 року зенітні полки 22-ї зенітної дивізії в основному використовувалися для наземних боїв на Рейнському фронті. Остання велика організаційна зміна в 22-ій зенітній дивізії відбулася 1 березня 1945 року, коли оберста Гізе (30 січня 1945 р. — лютий 1945 р.), який був ненадовго призначений командиром 22-ї зенітної дивізії, змінив Ремер в останні тижні війни. На початку березня 1945 року всі наявні зенітні сили Люфтгау VI були передані під командування 20-ї зенітної дивізії. 24 березня 1945 року 47-й зенітний полк (Мюнстер), 67-й зенітний полк (Бохум) і 124-й зенітний полк (Дортмунд) були виведені зі складу сил протиповітряної оборони і тимчасово моторизовані.
Однак 2 квітня це розпорядження знову було скасовано і замінено новим бойовим завданням. Три згадані зенітні полки отримали завдання створити нову лінію перехоплення в районі Віттена і Шверте, але вона була атакована і захоплена американцями 2 квітня 1945 року до того, як була створена. Кілька батарей 22-ї зенітної дивізії все ще продовжували воювати у складі групи армій «B» на Рурі. Коли до 21 квітня 1945 року опір частин Вермахту в котлі було придушено, 22-га зенітна дивізія та підпорядковані їй підрозділи були або знищені, або потрапили в полон.

## Райони бойових дій
- Німеччина (квітень 1943 — 21 квітня 1945).

## Командування

### Командири
- генерал-майор Фрідріх Ремер (1 травня 1943 — 16 квітня 1945).

### Підпорядкованість
| Час        | Корпус         | Командування/Флот              | Штаб            |
| ---------- | -------------- | ------------------------------ | --------------- |
| 1943       |                |                                |                 |
| квітень    | —              | VI Командування Люфтгау        | Дортмунд        |
| 1944       |                |                                |                 |
| 1 січня    | —              | VI Командування Люфтгау        | Дортмунд        |
| 1945       |                |                                |                 |
| 1 січня    | —              | VI Командування Люфтгау        | Дортмунд        |
| 24 березня | VI корпус ППО  | Командування Люфтваффе «Захід» | Рурський регіон |
| 2 квітня   | III корпус ППО | Командування Люфтваффе «Захід» | Рурський регіон |

### Склад
| 1 листопада 1943        | 1 вересня 1944     | 19 лютого 1945      |
| ----------------------- | ------------------ | ------------------- |
| —                       | —                  | 44-й зенітний полк  |
| —                       | —                  | 46-й зенітний полк  |
| —                       | 47-й зенітний полк | 47-й зенітний полк  |
| 54-й зенітний полк      | —                  | —                   |
| 67-й зенітний полк      |                    |                     |
| 103-й зенітний полк     | —                  | —                   |
| 112-й зенітний полк     | —                  | 112-й зенітний полк |
| 124-й зенітний полк     |                    |                     |
| 183-й зенітний полк     |                    |                     |
| 146-й прожекторний полк |                    |                     |